# Школа „Анали“
Школата „Анали“ (на френски: École des Annales) или нова историческа наука (на френски: La Nouvelle Histoire) е стил в историографията, разработен от френски историци през 20 век. Наречена е на френското научно списание Annales d'Histoire économique et Sociale („Анали за икономическа и социална история“), което продължава да бъде издавано и все още представлява основен източник, заедно с много книги и монографии. 
Имала е силно влияние при определянето на въпросите от „дневния ред“ за историографията във Франция и множество други страни, особено по отношение на използването на социалните научни методи от историци, с акцент върху социалните, а не политически или дипломатически теми, и за това, че е доста добре приета от марксистката историография.
Школата се занимава предимно с предмодерния свят (преди Френската революция), с малък интерес към последващите тематики. Тя е доминирала френската социална история и повлиява на историографията в Европа и Латинска Америка.
Основното научно издание е списанието „Анали на икономическа и социална история“, основано през 1929 г., което прекъсва радикално с традиционната историография, като настоява за важността на вземането под внимание на всички нива на обществото и подчерта колективния характер на мисловността. Те отхвърлят историческите събития като по-малко важни, отколкото умствената рамка, която формира решенията.
Важни представители са Марк Блок, Люсиен Февър и Фернан Бродел.

## История на школата
- Първо поколение: Марк Блок и Люсиен Февър
- Второ поколение: Фернан Бродел, Ернест Лабрус, Пиер Губер, Жорж Дюби, Фредерик Моро
- Трето поколение: Еманюел Льо Роа Ладюри, Марк Феро, Жак льо Гоф, Пиер Нора, Филип Ариес и Мишел Вовел
- Четвърто поколение: Роже Шартие